# Antimitotica
Antimitotica of mitose-remstoffen zijn middelen die bij de celdeling de overgang van de metafase naar de anafase verhinderen, waardoor de vorming van het spoelfiguur geblokkeerd wordt en de chromosomen niet uit elkaar getrokken kunnen worden. Antimitotica worden gebruikt bij de behandeling van kanker (chemotherapie).
Antimitotica zijn onder meer colchicine, softenon en taxol. 